# World Taekwondo

Aktuelles Logo seit 2017

Logo bis 2017

Die World Taekwondo (bis Juli 2017 World Taekwondo Federation / WTF) wurde am 28. Mai 1973 gegründet und hat ihren Sitz in Seoul.
Der WTF gehören 204 (Stand: März 2013) nationale Verbände mit über 30 Millionen Mitgliedern an. Die WTF konnte erreichen, dass Taekwondo am 4. September 1994 als eine olympische Sportart anerkannt wurde. Die Olympischen Spiele 2000 in Sydney waren die ersten, an welchen sie teilnehmen durfte und in die Medaillenwertung offiziell einging, nachdem Taekwondo bereits bei den Olympischen Spielen 1988 in Seoul und 1992 in Barcelona als Demonstrationswettbewerb vertreten war.
Die WTF ist seit 1975 Mitglied von Sportaccord (bis 2009 GAISF) und wurde 1980 vom IOC anerkannt. Sie steht in Konkurrenz zur 1966 gegründeten International Taekwondo Federation. Sie ist nicht zu verwechseln mit den World Taekwondo Headquarters (Kukkiwon).
WTF-Präsident ist seit 2004 der Koreaner Choue Chung-won, sein Vorgänger war von 1973 bis 2004 Kim Un-yong. Generalsekretär der WT ist Yang Jin-suk.